# Epitonium multistriatum
Epitonium multistriatum är en snäckart som först beskrevs av Thomas Say 1826.  Epitonium multistriatum ingår i släktet Epitonium och familjen vindeltrappsnäckor. Inga underarter finns listade i Catalogue of Life.